# Hypericum jeongjocksanense
Hypericum jeongjocksanense är en johannesörtsväxtart som beskrevs av S.J.Park och K.J.Kim. Hypericum jeongjocksanense ingår i släktet johannesörter, och familjen johannesörtsväxter. Inga underarter finns listade i Catalogue of Life.